# Change (песня Tears for Fears)
«Change» (с англ. — «Измени») — это песня британской группы Tears for Fears. Она была написана Роландом Орзабалом и исполнена басистом Куртом Смитом и стала четвёртым синглом группы. В конечном счёте она станет вторым хитом с их дебютного альбома The Hurting (1983) и второй песней после «Mad World», достигшей топ-5 в чарте Великобритании. Песня также стала первым синглом Tears for Fears в чартах США, попав в Billboard Top 100 в августе 1983 года. «Change» также добилась большого международного успеха, войдя в топ-40 чартов многих стран.

## Значение
Она не особо много значит. Это всего лишь одна из этих дешёвых поп-песен.
—Роланд Орзабал
Оригинальный текст (англ.)It's not really about much. It's just one of those cheap pop lyrics.

## Версии песни
Версия 7" «Change» представляет собой слегка отредактированную альбомную версию песни. Ведущим треком 12-дюймового сингла стал её расширенный ремикс. В то время как во многих копиях 12-дюймового сингла в качестве одной из сторон «Б» используется микс 7", некоторые из них содержат совершенно другую запись. Хотя на самих синглах эта версия не была озаглавлена, микс был обозначен как «New Version» (с англ. — «Новая версия») при британском кассетном релизе The Hurting, в который он был включен в качестве бонус-трека. Эта версия имеет альтернативный текст и на самом деле предшествует версии 7", несмотря на своё название.

Это шаг назад к тому, что мы делали до «Mad World»… версия The Hurting — огромное улучшение..
—Курт Смит
Оригинальный текст (англ.)It's a step backwards to what we were doing before "Mad World"… the version on The Hurting is a vast improvement.

Ксилофонная партия песни использовалась в качестве семпла несколькими музыкантами, такими как Culture Beat («No Deeper Meaning») и Дэвид Гетта («Always»).

## Сторона «Б»
«The Conflict» — это песня, которая служила стороной «Б» к синглу «Change». Текст состоит из повторяющихся строк, описывающих конфликт между двумя людьми. Она была исполнена Куртом Смитом; это одна из немногих песен Tears for Fears, автором которой был Смит.

## Видеоклип
Видеоклип для «Change» был снят Клайвом Ричардсоном, известным по своей предыдущей работе с Depeche Mode.

## Трек-лист
7": Mercury / IDEA4 (Великобритания, Ирландия) / 812 677-7 (США) / 6059 596 (Австралия, Европа, ЮАР) / SOV 2322 (Канада) / 7PP-101 (Япония)
1. «Change» (3:52)
2. «The Conflict» (4:02)

12": Mercury / IDEA412 (Великобритания) / 6400 730 (Европа)
1. «Change [Extended Version]» (5:54)
2. «Change» (3:52)
3. «The Conflict» (4:02)

12": Mercury / IDEA412 (Великобритания) / 6400 730 (Австралия) / SOVX 2322 (Канада)
1. «Change [Extended Version]» (5:54)
2. «Change [New Version]» (4:33)
3. «The Conflict» (4:02)

## Позиции в чартах
| Чарт (1983)                        | Наивысшая позиция |
| ---------------------------------- | ----------------- |
| Kent Music Report                  | 29                |
| Бельгия/Фландрия (Ultratop 50)     | 30                |
| Канада (RPM Top Singles)           | 23                |
| Ирландия (IRMA)                    | 8                 |
| FIMI                               | 27                |
| Нидерланды (Single Top 100)        | 32                |
| Новая Зеландия (Recorded Music NZ) | 36                |
| Springbok Radio                    | 5                 |
| Великобритания (OCC UK Singles)    | 4                 |
| США (Billboard Hot 100)            | 73                |
| США (Billboard Mainstream Rock)    | 22                |
| Cashbox                            | 74                |